# Ascalohybris stenoptera
Ascalohybris stenoptera är en insektsart som först beskrevs av Luisa Eugenia Navas 1927.  Ascalohybris stenoptera ingår i släktet Ascalohybris och familjen fjärilsländor. Inga underarter finns listade i Catalogue of Life.